# Dennis Storhøi
Jahn Dennis Storhøi (* 15. Juli 1960 in Fredrikstad) ist ein norwegischer Film- und Theater-Schauspieler.

## Leben
Storhøi wuchs in Kråkerøy bei Fredrikstad auf und absolvierte nach Ende der Schulzeit seinen Wehrdienst in der königlichen Garde, bevor er ein Lehrerstudium begann. Von 1982 bis 1985 absolvierte er ein Schauspielstudium an der Staatlichen Theaterhochschule in Oslo. Seit Ende der 1980er auch als Film- und Fernsehdarsteller aktiv, ist er trotzdem hauptsächlich auf der Bühne tätig und gehört zu den Größen des zeitgenössischen norwegischen Theaters. Außerhalb Norwegens ist er vor allem durch die Rolle des Herger in John McTiernans Abenteuerfilm Der 13te Krieger bekannt. Im Jahr 2003 erhielt Storhøi den Teaterkritikerprisen, die wichtigste norwegische Schauspielauszeichnung, für seine Darstellung des George in einer preisgekrönten Version von Wer hat Angst vor Virginia Woolf?. Im selben Jahr wurde ihm auch der Osloer Kunstnerpris verliehen.
Er ist mit Mona Keilhau Storhøi verheiratet, die in Der 13te Krieger einen Kurzauftritt als Witwe des alten Königs hatte.

## Filmografie

### Kino
- 1988: Kamilla und der Dieb (Kamilla og tyven)
- 1989: Kamilla und der Dieb II (Kamilla og tyven II)
- 1991: Buicken – Store gutter gråter ikke
- 1994: Über Stork und Stein
- 1999: Der 13te Krieger (The 13th warrior)
- 1999: Evas Auge
- 2001: Ikíngut (Norwegische Fassung)
- 2003: Kapitän Säbelzahn (Stimme)
- 2004: Salto, Salmiak und Kaffee
- 2008: Barnevandrerne
- 2008: Pepper
- 2012: Zwei Leben
- 2022: Troll

### Fernsehen
- 1991: Fedrelandet (NRK) (Mini-Serie)
- 1992: Dødelig kjemi (NRK) (påskekrimserie)
- 1993: Den hemmelige prinsen
- 1993: Mot i brøstet (TV2) (Episode "Fjolls til fjells")
- 1993: Mot i brøstet (TV2) (Episode "Hokus Pokus")
- 1994: Vestavind (NRK) (Fernsehserie)
- 2001: Mellom barken og veden
- 2001 Ralf
- 2001: Sommeråpent (NRK)
- 2001–03: Fox Grønland (TV2)
- 2002: Brigade Nord (NRK) (Drama)
- 2003: Mia
- 2004: Først & sist (NRK)
- 2004–05 und 2007: Seks som oss (TV2)
- 2005 und 2006: Johnny und Johanna (NRK, Kinderserie)
- 2005: Ved kongens bord (NRK) (Mehrteiler)
- 2007: Guten Morgen Norwegen (TV2)
- 2007: Størst av alt (NRK) (drama)
- 2009: Der Wolf – Auf eigene Faust (Varg Veum – Kvinnen i kjøleskapet)
- 2014: Mammon (Serie)
- 2015: Saboteure im Eis – Operation Schweres Wasser (Miniserie)
- 2016: Nobel
- 2017: Elven – Fluss aus der Kälte (Fernsehserie, 8 Folgen)
- 2017: Nord bei Nordwest – Der Transport (Fernsehreihe)
- 2017: Elias das kleine Rettungsboot
- 2017: Run Faster
- 2018: The Congo Murders
- 2019: Berlin Station (Fernsehserie)
- 2019: Astrup - flammen over Jølster
- 2019–2020: Weihnachten zu Hause (Hjem til jul, Fernsehserie)
- 2019: Reven og Nissen (Kurzfilm, Stimme)
- 2022: Ein Sturm zu Weihnachten (A Storm for Christmas, Miniserie, 6 Episoden)